# کاساپوا دو سول
کاساپوا دو سول (به پرتغالی: Caçapava do Sul) یک منطقهٔ مسکونی در برزیل است که در ریو گرانده جنوبی واقع شده‌است. کاساپوا دو سول ۳٬۰۴۷٫۱۲۰ کیلومتر مربع مساحت و ۳۳٬۵۴۸ نفر جمعیت دارد و ۴۴۴ متر بالاتر از سطح دریا واقع شده‌است.